# Iwai Hanshirō V
Iwai Hanshirō V (岩井半四郎 (5代目)), 1776 – 20 mai 1847, est un acteur du théâtre kabuki, connu pour ses interprétations propres et pour la place qu'il occupe dans la lignée de cette famille d'acteurs à Edo au cours de l'époque d'Edo. il est le fils d'Iwai Hanshirō IV.  
Iwai Hanshirō est un nom de scène porteur d'importantes connotations culturelles et historiques. 
Dans le monde conservateur du kabuki, les noms de scène sont transmis de père en fils selon un système formel qui convertit le nom de scène kabuki en une marque d'accomplissement. Cet acteur reprend le nom de scène de son père en 1804.

## Liste des acteurs Iwai Hanshirō
- Iwai Hanshirō I (1652–1699)[4]
- Iwai Hanshirō II (? - 1710)
- Iwai Hanshirō III (1698–1760)[4]
- Iwai Hanshirō IV (1747–1800) [1]
- Iwai Hanshirō V (1776–1847) [1]
- Iwai Hanshirō VI (1799–1836)[3]
- Iwai Hanshirō VII (1804–1845) [3]
- Iwai Hanshirō VIII (1829–1882)[5]
- Iwai Hanshirō IX (1882–1945)
- Iwai Hanshirō X (1927 - )[6]

## Source de la traduction
- (en) Cet article est partiellement ou en totalité issu de l’article de Wikipédia en anglais intitulé « Iwai Hanshiro V » (voir la liste des auteurs).